# Equitana

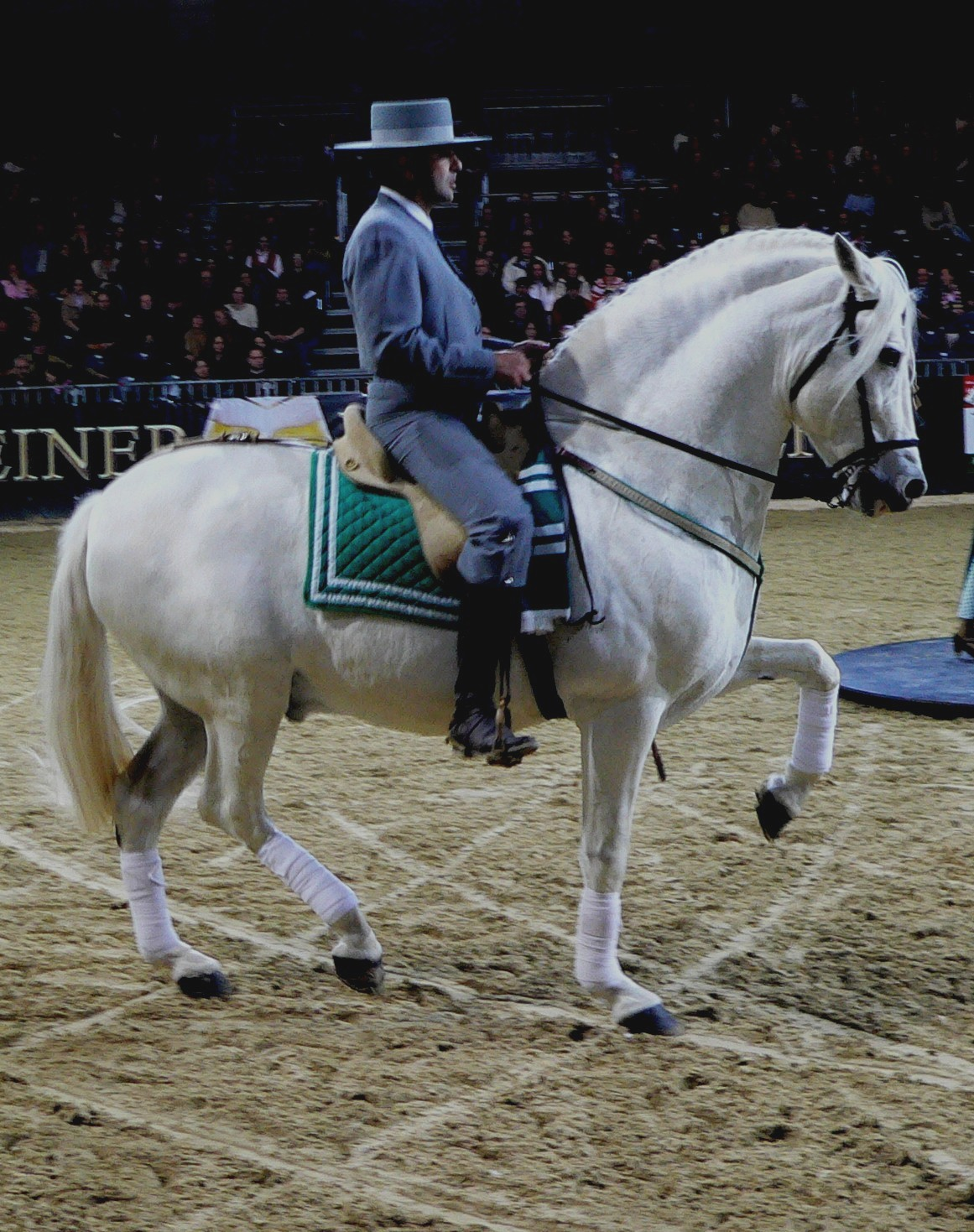
En Andalusier vid Equitana 2005

Equitana kallas ofta för världens största hästmässa. Mässan hålls varje udda år i februari-mars i Essen, Nordrhein-Westfalen. Totalt består utställningen av 17 mässhallar med mer än 90 000 m² yta. Wolf Kröber grundade Equitana 1972. 2007 kom cirka 207 000 besökare under mässans nio dagar.
Under mässans gång har uppfödare möjlighet att visa upp sina hästar till försäljning och verksamma i branschen får chansen att presentera sina produkter för publiken.

## Tema
- Ett sådant är till exempel "uppfödardagen" då avelshingstar mäter sig mot varandra i hoppning och dressyr. Publiken får då chansen att jämföra flera olika hingstar med varandra på samma plats.
- Förutom temadagarna är hästraser genomgående i hela showen. 2005 var till exempel spanska hästraser som en röd tråd genom hela mässan.
- En annan del av Equitana är Hop Top Show. Hästartister från hela världen visar upp sina nummer.
- Den senaste Equitana var den 14-22 mars 2009. Nästa hålls den 12-20 mars 2011.

## Equitana Open Air
Sedan 1998 fungerar Equitana Open Air som en förlängning till Equitana. Equitana Open Air hålls alla jämna år på Neuss galoppbana, söder om Düsseldorf. Mässan är Tysklands största utomhusmässa för hästsport. 2008 kom 40 000 besökare. Besökarantalet är ständigt stigande för denna mässa som satsar på att vara bred. Man mixar sport, shopping, information och underhållning.
Nästa Equitana Open Air är 28-30 maj 2010